# Famille Schlumberger
La famille Schlumberger est une famille subsistante d'ancienne bourgeoisie, d'origine protestante et alsacienne, s'étant particulièrement illustrée dans l'industrie, les arts et la vie politique, depuis le XVIIIe siècle.

## Membres notables
- Nicolas Schlumberger (1782-1867), industriel à Mulhouse
- Camille Schlumberger (1831-1897), procureur général près la Cour d'appel de Colmar, maire de Colmar de 1880 à 1896, conseiller général du Haut-Rhin, membre du Landtag d'Alsace-Lorraine
- Gustave Schlumberger (1844-1929), historien, byzantiniste et numismate
- Paul Schlumberger (1846-1926), industriel du textile à Mulhouse
- Marguerite de Witt-Schlumberger (1853-1924), présidente de l'Union française pour le suffrage des femmes
- Camille Gabriel Schlumberger (1864-1958), peintre et un décorateur
- Jean Schlumberger (1877-1968), éditeur et écrivain
- les Frères Schlumberger, Conrad Schlumberger (1878-1936) et Marcel Schlumberger (1884-1953), fondateurs de l'entreprise de services et de produits pétroliers SLB
- Maurice Schlumberger (1886-1977), banquier
- Marc Schlumberger (1900-1977), médecin et psychanalyste
- Daniel Schlumberger (1904-1972), archéologue
- Anne Gruner Schlumberger (1905-1993), mécène
- Jean Schlumberger (1907-1987), créateur de bijoux
- Dominique de Ménil (1908-1997), collectionneuse d'art
- Bernard Schlumberger (1911-1945), résistant
- Étienne Schlumberger (1915-2014), officier de marine, ingénieur et résistant, compagnon de la Libération
- Laurent Schlumberger (1957), pasteur, premier président de l'Église protestante unie de France
- Didier Primat (1944-2008), fils de Françoise Schlumberger (1917-1998) et petit-fils de Marcel Schlumberger, et son épouse Martine Primat (née en 1948), milliardaires et mécènes vivant en Suisse

Léa  Seydoux : actrice française de renommée internationale -de son vrai nom Léa Seydoux Hélène Fornier de Clausonne ( née en 1985 à Paris ) fille de Valerie Schlumberger une styliste-couturière, mannequin et actrice dans les années 80.